# 日産・VQ37VHR

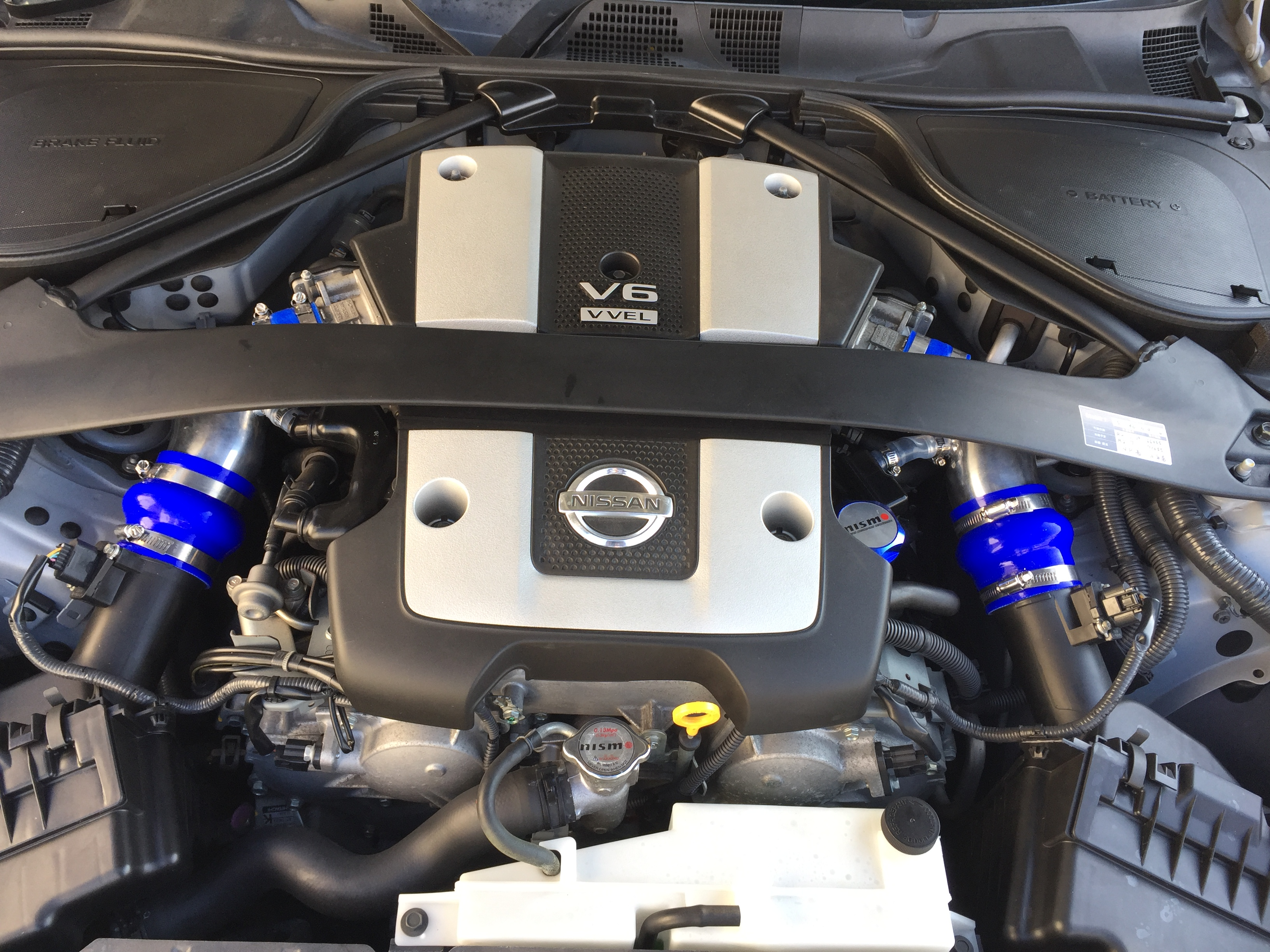
Z34型フェアレディZ

日産・VQ37VHRは、日産自動車により製造されている高回転型のV型6気筒エンジンである。

## 概要
ハイブリッド対応エンジンや電気自動車などをはじめとする次世代型自動車黎明期に発表された、100％ハイオクガソリン仕様のハイパワーエンジンである。現在の日産で製造されている自然吸気モデルのフラッグシップエンジンであり、2007年8月に発売された北米仕様インフィニティ・G37クーペに初めて採用された。日本国内では、同車の日本仕様であるCV36型スカイラインクーペに初めて搭載された。スカイラインクーペへの搭載にあたり、ライバルとなるBMW・3シリーズクーペに走行性能で劣らないために、従来の3.5Lから排気量を200cc増加させ、3.7Lとなった。
VQ35HRをベースとしているが35％以上が新設計となっている。200ccの排気量増により、出力・トルクともにVQ35HRあるいはVQ35DE比で向上したにもかかわらず、可変バルブ機構の新技術VVEL（Variable Valve Event & Lift：バルブ作動角・リフト量連続可変システム）の採用により燃費性能も向上している。また、エンジン内部は水素フリーDLCコーティングが施されている。
それまで旧世代のVQ35HR型エンジンを搭載していた各モデルはフルモデルチェンジ、あるいはマイナーチェンジにより順次VQ37VHR型に搭載エンジンを変更している。
レッドゾーンが7,500rpmからの高回転型エンジンであり、吸排気系統が左右対称独立型となっている。そのため、VVELの特性も相まって高回転域では独特の甲高い排気音を奏でる。トルク特性は約1,500rpmより急激に上昇して約3,000rpmよりレッドゾーンまでほぼフラットになる。搭載車種によって全く異なるメーカーチューニングがされており、スカイラインタイプはよりスポーツ寄りに、フェアレディZ34型に対してはエンジン本来の性能を出している。市販車に搭載されている自然吸気エンジンのV型6気筒としては、2022年にマイナーチェンジされるまでフェアレディZ34型に搭載されていたモデルが2020年時点で世界最高の出力を誇っていた。
エンジン自体は吸排気システムとECUのセッティング次第により、ストック状態で400PS以上を発揮する。そのため燃費やエンジンの耐久性を考慮し、搭載車種ではセッティング及び排気システムの口径を絞り、出力を制限している。雑誌企画では、パワーハウスアミューズがECU再セッティング及び吸排気系を交換したフェアレディZ34が、純正比100PS以上アップの390PSを発揮した。
前述のとおり、使用燃料は無鉛プレミアムガソリン仕様となっており、R35搭載のVR38DETTとは異なりプレミアムガソリンが入手不可能の場合はレギュラーガソリンも使用可能ではあるが極端な出力低下や様々なデメリットが発生する恐れがある為、VQ35HR型エンジンと同様、原則としてレギュラーガソリン使用は緊急時以外では非推奨とされている。
使用エンジンオイルは、純正の化学合成油、もしくはAPI規格の中でもさらに高性能オイルを対象としたスターバーストマークの付いたオイルが推奨される。車種によっては、正規ディーラーでモービル1（R35搭載のVR38DETT指定オイル）を勧められる場合もある。
先代のVQ35HR型と同じく、「高回転（ハイ・レボリューション: High Revolution）」および「ハイ・レスポンス（High Response）」の頭文字である「HR」を冠している。

## 搭載車
- 日産・スカイラインクーペ CV36
  - インフィニティ・G37クーペ
- 日産・スカイラインセダン V36型 - 370GT（2008年12月-）
  - インフィニティ・G37セダン
- 日産・スカイラインクロスオーバー
  - インフィニティ・EX37（欧州仕様車）
  - インフィニティ・FX37（欧州仕様車）
- インフィニティ・G37コンバーチブル/G37カブリオ
- 日産・フーガ KY51 - 370GT / 370VIP
  - インフィニティ・M37
  - 三菱・プラウディア BKY51
- 日産・フェアレディZ Z34

## 受賞
日産のVQエンジンは1995年から14年連続でアメリカのテン・ベスト・エンジンに選出されていたが、2009年には選出から漏れたため、このVQ37VHR型エンジンが連続選出の最後エンジンとなった。
2008年
- テン・ベスト・エンジン